# Monio Osorez de Cabreira
Monio Osorez de Cabreira (c. 1110 -?), foi um nobre do reino de Leão que se mudou para Portugal, onde se casou e foi o genearca das linhagens Ribeira, Vasconcelos, Alvelo, Machado e Berredo.

## Relações familiares
Foi filho do conde Osório Martínez e de Teresa Fernández, filha da Infanta Elvira Afonso, filha do rei Afonso VI de Leão e de Ximena Moniz e irmã de Teresa de Leão, mãe de D. Afonso Henriques, primo-irmão da esposa do conde Osório.
Casou antes de 1138 com Boa Nunes de Grijó, filha de Nuno Soares de Grijó e de Elvira Gomes, de quem teve:
- Paio Moniz de Ribeira (morto ca. 1202), casou com Urraca Nunes Bragança[6] da família, pela sua mãe, dos Riba Douro.[7] Foram os pais, entre outros, de Maria Pais Ribeira, a "Ribeirinha".[7]
- Martim Moniz (morto em 1147), casou com Teresa Afonso,[8][6]
- Maria Moniz de Ribeira.[6] Teve filhos bastardos com o rei D. Sancho I de Portugal.[8]